# 馬克·布伊
馬克·布伊（Marc Buie）是一位美國天文學家、小行星發現者，目前在科羅拉多州博爾德的美國西南研究院工作。
他曾在亞利桑那州弗拉格斯塔夫的洛厄爾天文台工作，並擔任B612基金會的哨兵太空望遠鏡（Sentinel Space Telescope）任務科學家，該基金會致力於保護地球免受小行星撞擊事件的影響。

## 生涯
他一直與深度黃道巡天團隊合作，該團隊負責發現超過1,000個柯伊伯帶天體。除了定位柯伊伯帶天體之外，他還試圖更了解柯伊伯帶天體的結構和性質。此項努力的一個衍生計畫是他參與了定位柯伊伯帶天體，該天體在經過冥王星後位於美國太空總署新視野號任務範圍內。這次搜尋發現了50多個新的柯伊伯帶天體，包括小行星486958。新視野號最終於2019年1月1日對小行星486958進行近距離飛越。在小行星486958飛越之前，布伊還在阿根廷和南非領導了一場成功的掩星活動，觀察小行星486958經過一顆遙遠恆星前方的過程，以精確估計大小、形狀和軌道。當時擔任美國太空總署行星科學主任的吉姆·格林（James L. Green）稱這次掩星是「地球表面最具歷史意義的掩星事件」。

## 發現
| 參見列表 |

## 榮譽
1999年7月28日，小行星7553以這位馬克·布伊命名（M.P.C. 35486）。《史密森尼航空航太雜誌》也刊登了一篇有關冥王星的文章，介紹了他的情況。

## 外部連結
- From the desk of Marc W. Buie
- Portrait of Marc Buie by Dan Coogan